# St. Marien (Lünen)

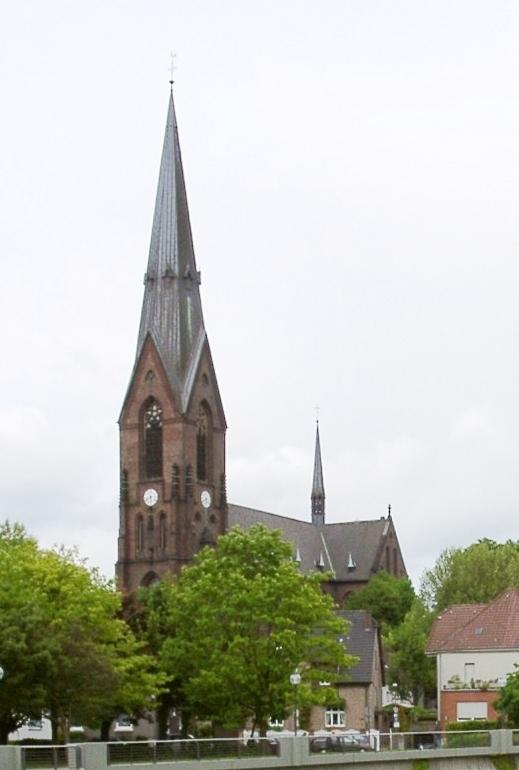
St. Marien, vom südlichen Lippeufer gesehen

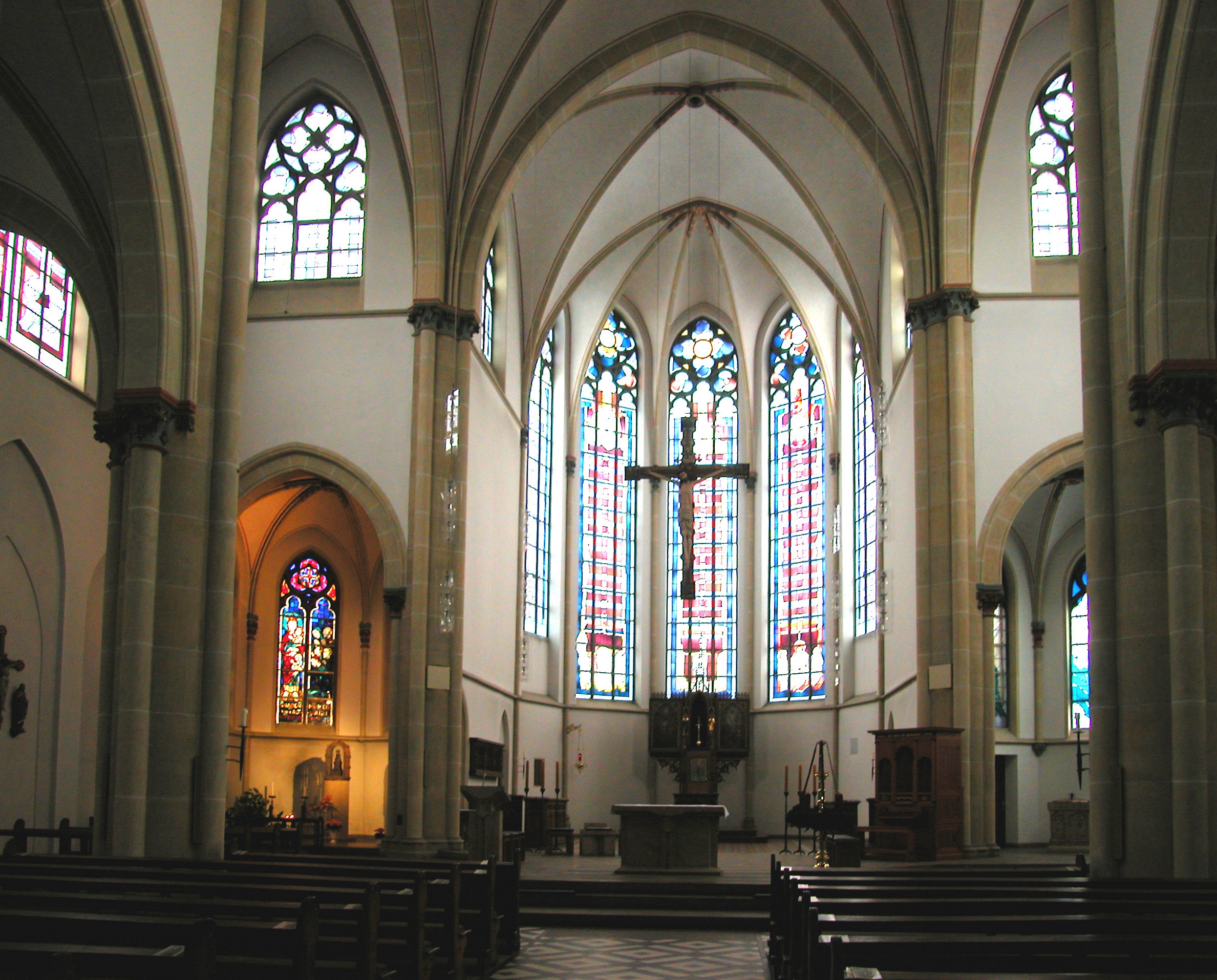
Inneres, Blick zum Altar; links die Kapelle mit dem Gnadenbild

St. Marien ist eine römisch-katholische Pfarrkirche im Lüner Ortsteil Lünen-Nord, Westfalen. Da nördlich der Lippe gelegen, wird der Bezirk auch Altstadt oder Lünen-Alt genannt. Die neugotische Basilika wurde von 1894 bis 1896 nach Plänen des Benediktinerpaters und Architekten Wilhelm Rincklake erbaut. Als Marien-Wallfahrtskirche setzt sie eine Ortstradition fort, die bis ins frühe Mittelalter zurückreicht und in die Zukunft vorausweist. Die Kirche steht unter Denkmalschutz. Nachdem der Kirchenvorstand der Pfarrgemeinde St. Marien Lünen im Einvernehmen mit dem Pfarreirat am 15. März 2023 vor dem Hintergrund einer prognostizierten Bistumsentwicklung ein nachhaltiges Immobilienkonzept entwickelt hat, bleibt gemäß dem in einem am 5. Dezember 2023 in einem Pfarrkonvent mitgeteilten Entscheid des Bischöflichen Generalvikariats Münster diese Kirche als zentrale Kirche in der Gesamtpfarrei St. Marien Lünen und im Pastoralen Raum „Lünen-Selm(Cappenberg)-Werne“ für die Zukunft erhalten.

## Geschichte

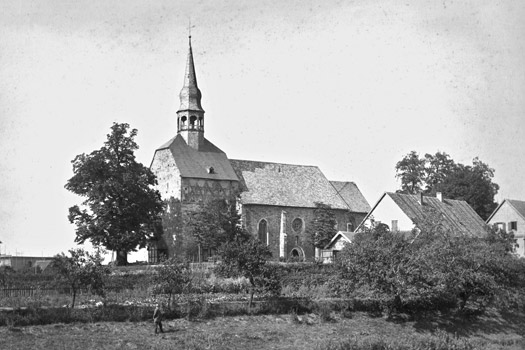
Die alte Marienkirche

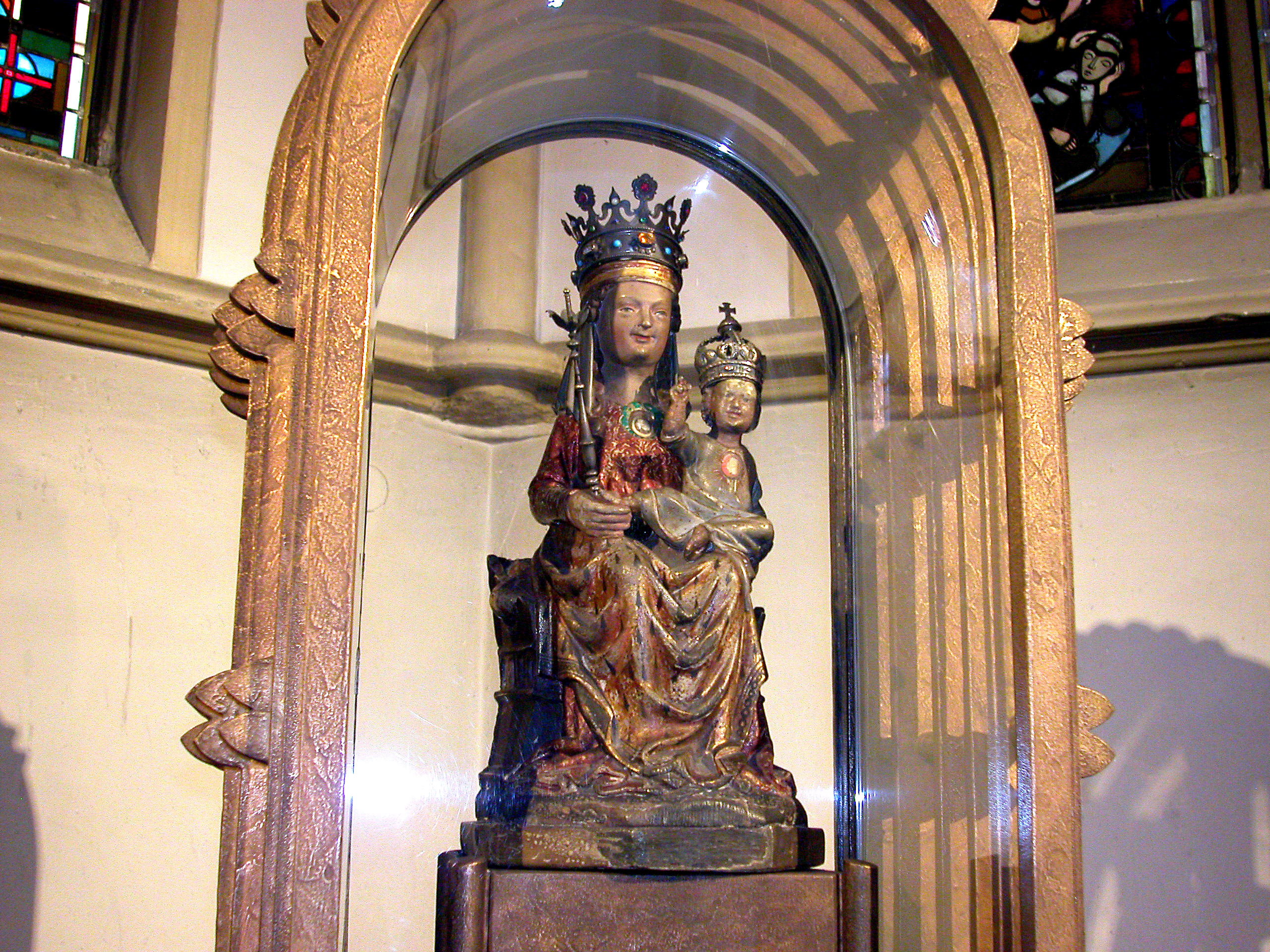
Gnadenbild

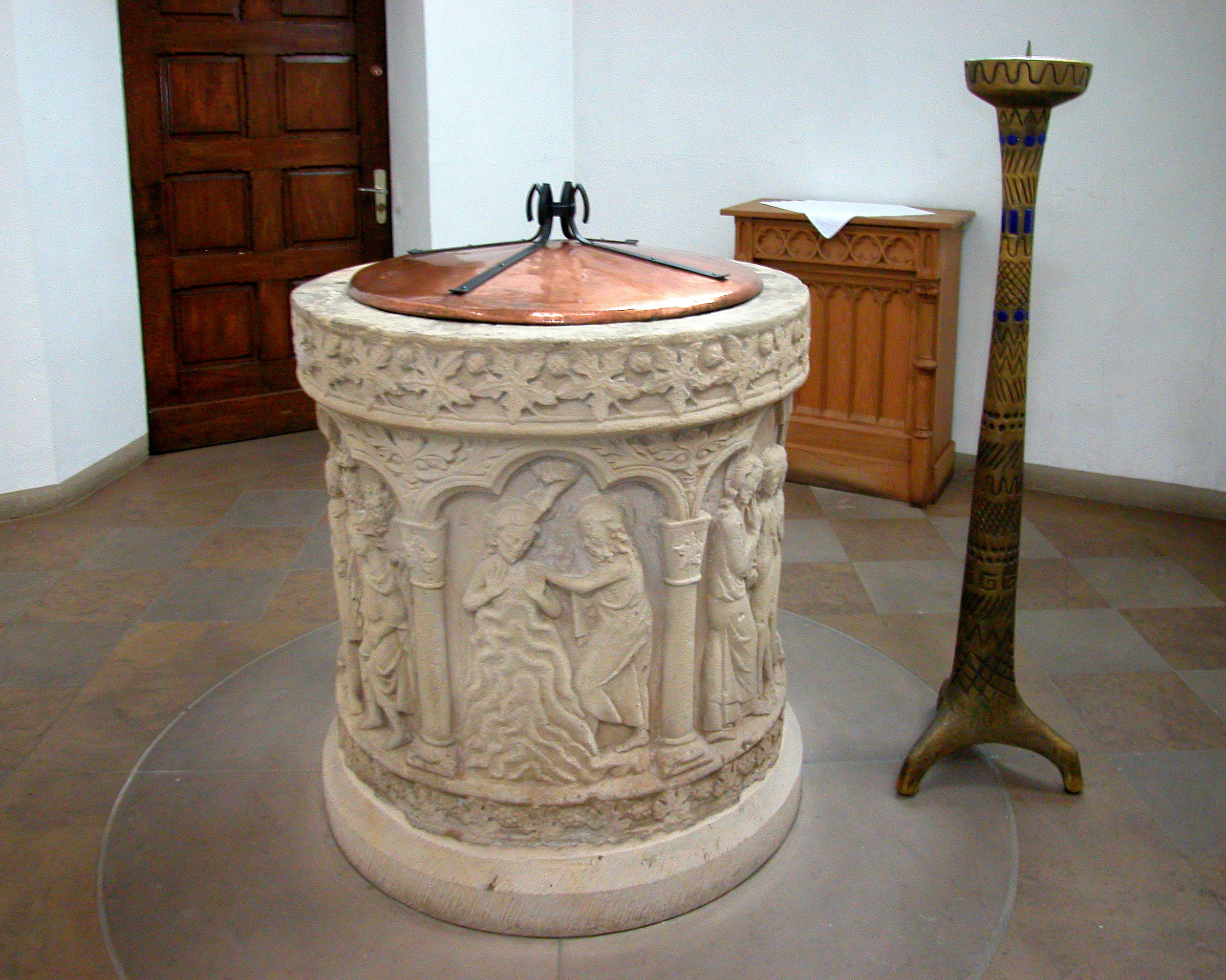
Taufstein

Zunächst vom benachbarten Werne bepfarrt, errichtete man, nachdem gemäß des Registers der Alt-Lunischen Kirchen Archiw von 1716 seit den Zeiten Karls des Großen eine Kapelle aus Holz oder eine Kirche aus Holz (vermutlich mit Fachwerk). Die erste steingebaute Kirche auf der Anhöhe am Nordufer der Lippe, ein romanischer Steinbau, wurde 1018 als Pfarrkirche für das damalige Südlünen (Südluinen) – nördlich der Lippe gelegen – und die angrenzenden Bauerschaften Alstedde, Nordlünen und Wethmar (die später gemeinsam Altlünen bildeten) erbaut. 1254 wurde sie wie der ganze Ort im Gefolge der Schlacht auf dem Wülferichskamp (Brechten) zerstört und danach einige Jahre als Festung und Kerker genutzt.
Nach dem Wiederaufbau in gotischen Formen – nur der romanische Turm blieb erhalten – entstand in den 1260er Jahren das Bild der Muttergottes mit dem Kind, das die Marienreliquien der Kirche aufnahm und bald als wundertätig verehrt wurde. In der heutigen Kirche hat dieses Gnadenbild seinen Platz in der nördlichen Chor-Seitenkapelle.
Anfang des 14. Jahrhunderts erlangten die Grafen von der Mark die Herrschaft über Lünen. Da ihre Rechte nördlich der Lippe jedoch angefochten blieben, ließ Graf Adolf II. ab 1336 die Stadt auf das strategisch sicherere Südufer verlegen. Die Altsiedlung (oft auch Alten=Lünen, Lünen-Alt, Altstadt, aber auch Altlünen bezeichnet) auf der Nordseite blieb ungeschützt und rechtlich benachteiligt. Die Pfarrkirche gewann jedoch Bedeutung durch die Marien-Wallfahrt, die 1319 erstmals urkundlich bezeugt ist. Sie gilt als älteste im Bistum Münster.
Als in der Grafschaft Mark die Reformation eingeführt wurde, blieb St. Marien als einzige Kirche in der nordwestlichen Grafschaft Mark katholisch, auch nachdem das Hochstift Münster 1575 die Zugehörigkeit der nordlippischen „Altstadt“ zur Grafschaft anerkannt hatte. Auch Wallfahrt und Marienprozessionen wurden, von Kriegszeiten sowie die Reformation unterbrochen und durch die Grenzlage erschwert, weiter ausgeübt.
1609 kam die Grafschaft Mark zu Brandenburg. 1729 ließ König Friedrich Wilhelm I. als Vergeltung für die Rekatholisierung der reformierten Kirche in Werth durch den Bischof von Münster die Lüner Marienkirche schließen. 1735 wurde sie wieder geöffnet.
Am 7. Januar 1834 ertranken nach dem Gottesdienst neun Gläubige und der Fährmann bei einem Bootsunglück während der Heimreise nach Beckinghausen auf der Hochwasser führenden Seseke.
Die industrielle Entwicklung im 19. Jahrhundert führte zu einem raschen Wachstum der Stadt und der katholischen Gemeinde. Nach langem Abwägen fiel der Beschluss, die alte Kirche abzureißen und durch einen großen Neubau zu ersetzen. Die Weihe der fertiggestellten Basilika vollzog Bischof Hermann Dingelstad 1896. 1936 wurde die Feier des 600-jährigen Wallfahrtsjubiläums mit Bischof Clemens August von Galen zu einer Glaubensdemonstration. Nachdem die Wallfahrt nach dem Zweiten Weltkrieg fast zum Erliegen gekommen war, wurde sie in den letzten Jahren wieder intensiviert.
Im Zweiten Weltkrieg blieb St. Marien von größeren Schäden verschont. Eine Neugestaltung des Inneren 1976 sowie der Austausch sämtlicher Buntglasfenster 1991–2003 geben der Kirche ihr heutiges Erscheinungsbild.

## Architektur
Der Dombaumeister Wilhelm Rincklake entwarf eine Kirche in klassischen gotischen Formen. Er folgte dem Basilikaschema mit dreischiffigem Langhaus, Querhaus, Chor und 5/8-Apsis als Ostabschluss. Den Chor flankieren zwei Seitenkapellen. Im Westen erhebt sich über dem Hauptportal der quadratische Glockenturm mit schlankem Kegel-Helm. Die Gesamtlänge der Kirche beträgt 66 m. Der Turm ist mit Kreuz und Hahn 83 m hoch und zählt damit zu den 100 höchsten Kirchtürmen Deutschlands.
Der Innenraum mit seinen Kreuzrippengewölben, Obergaden, Spitzbögen, Maßwerkfenstern, Säulen und Diensten bezieht seine Wirkung besonders aus dem Kontrast der dunklen Gliederungselemente zu den hell gefassten Flächen.

## Ausstattung
Mehrere bedeutende Ausstattungsstücke wurden aus der alten Kirche übernommen. Neben der etwa 1260/70 geschaffenen, als Gnadenbild verehrten und gekrönten Eichenholzskulptur der thronenden Gottesmutter mit dem Kind sind besonders der etwa gleichzeitig entstandene figürliche Taufstein und das Triumphkreuz aus dem 14. Jahrhundert bemerkenswert. Die neugotische Kanzel von 1855 mit den Figuren Christi und der vier Evangelisten wurde 2003 zu einem Altar umgestaltet. In der Marienkapelle sind historische Votivgaben ausgestellt.
Vor dem Chorhaupt der Kirche steht eine überlebensgroße Christusfigur in segnender Haltung. Geschaffen wurde sie 1933 vom Bildhauer Heinrich Bäumer sen. (1874–1951) aus Münster. Sie gedachte damit der im Ersten Weltkrieg gefallenen Gemeindemitglieder. Die Inschrifttafel ist verlorengegangen. Auf ihr stand folgende Widmung:
„231 Helden unserer Gemeinde opferten im Glauben an Christus ihr Leben für das Vaterland. In dankbarer Treue: Die katholische Pfarre Altlünen.“
Ab 1991 schuf der Glasmaler Hubert Spierling für den gesamten Kirchenraum einen Zyklus von Bildfenstern mit biblischen Szenen von Tod und Leben, Sünde und Erlösung. Die Fenster der Marienkapelle stammen von Wilhelm Rengshausen.

### Orgeln
St. Marien besitzt zwei Orgeln. Die große Orgel wurde 1996–1998 von der Orgelbaufirma Gebrüder Stockmann (Werl) erbaut. Das Instrument hat 45 Register auf drei Manualen und Pedal. Die Spieltrakturen sind mechanisch, die Registertrakturen sind elektrisch.
| I Hauptwerk C–g3 |                  |        |
| 1.               | Bordun           | 16′    |
| 2.               | Prinzipal        | 8′     |
| 3.               | Gamba            | 8′     |
| 4.               | Holzflöte        | 8′     |
| 5.               | Flûte harmonique | 8′     |
| 6.               | Oktave           | 4′     |
| 7.               | Flöte            | 4′     |
| 8.               | Quinte           | 2 ⁄3′  |
| 9.               | Superoktave      | 2′     |
| 10.              | Terz             | 1 3⁄5′ |
| 11.              | Mixtur IV-V      | 1 ⁄3′  |
| 12.              | Trompete         | 16′    |
| 13.              | Trompete         | 8′     |
|                  | Tremulant        |        |

| II Brustwerk C–g3 |                 |       |
| 14.               | Gedackt         | 8′    |
| 15.               | Prinzipal       | 4′    |
| 16.               | Rohrflöte       | 4′    |
| 17.               | Sesquialtera II | 2 ⁄3′ |
| 18.               | Schwiegel       | 2′    |
| 19.               | Quinte          | 1 ⁄3′ |
| 20.               | Scharff III     | 1′    |
| 21.               | Cromorne        | 8′    |
|                   | Tremulant       |       |

| III Schwellwerk C–g3 |                 |        |
| 22.                  | Pommer          | 16′    |
| 23.                  | Geigenprinzipal | 8′     |
| 24.                  | Hohlflöte       | 8′     |
| 25.                  | Salicional      | 8′     |
| 26.                  | Vox coelestis   | 8′     |
| 27.                  | Prinzipal       | 4′     |
| 28.                  | Gedackt         | 4′     |
| 29.                  | Nasat           | 2 ⁄3′  |
| 30.                  | Waldflöte       | 2′     |
| 31.                  | Terz            | 1 3⁄5′ |
| 32.                  | Piccoloflöte    | 1′     |
| 33.                  | Mixtur IV       | 2′     |
| 34.                  | Oboe            | 8′     |
| 35.                  | Trompete harm.  | 8′     |
| 36.                  | Clairon         | 4′     |
|                      | Tremulant       |        |

| Pedalwerk C–f1 |              |         |
| 37.            | Kontrabaß    | 16′     |
| 38.            | Subbaß       | 16′     |
| 39.            | Quintbaß     | 10 2⁄3′ |
| 40.            | Oktavbaß     | 8′      |
| 41.            | Gedacktbaß   | 8′      |
| 42.            | Choralbaß    | 4′      |
| 43.            | Aliqotbaß II | 3 1⁄5′  |
| 44.            | Posaune      | 16′     |
| 45.            | Trompete     | 8′      |

- Koppeln: II/I, III/I, III/II, I/P, II/P, III/P

Die Chororgel von Henk und Gerrit Klop entstand 1983 und wurde 2005 für St. Marien erworben.

### Geläut
Der Westturm trägt ein vierstimmiges Gussstahlgeläut aus dem Jahre 1922, gestimmt auf die Tonfolge h°-d′-e′-fis′.